# Український культурний фонд
 Український культурний фонд  (УКФ) — державна установа, створена у 2017 році, на підставі відповідного Закону України, з метою сприяння розвитку національної культури та мистецтва в державі, забезпечення сприятливих умов для розвитку інтелектуального та духовного потенціалу особистості й суспільства, широкого доступу громадян до національного культурного надбання, підтримки культурного розмаїття та інтеграції української культури у світовий культурний простір. Діяльність фонду, згідно з чинним законодавством, спрямовується та координується Міністерством культури України.
6 березня 2024 року Головою Наглядової ради УКФ (Головою УКФ) призначено Наталію Кривду. 

## Історія створення
Ідея створення Українського культурного фонду була висловлена Євгеном Нищуком на початку 2017 року і мотивувалась бажанням «урівняти в доступі до ресурсів культурно-мистецьких організацій бюджетного і небюджетного секторів», а також позбавити міністерство «непритаманних йому функцій розподілу коштів між гравцями культурного простору».
Робочою групою Ради реформ при Адміністрації Президента України було напрацьовано відповідний законопроєкт, який підтримав Комітет Верховної Ради України з питань культури і духовності. У 2017 році було прийнято Закон «Про Український культурний фонд», а у 2018 році було виділено бюджет на його діяльність.
Український культурний фонд розпочав свою роботу у 2018 році, коли зібралася команда з представників культури різних секторів та розробили стратегію напрямків роботи на три роки. Фонд налічує 10 програм, які дозволяють підтримувати інноваційні культурні продукти, а не лише проєкти, що існують давно.
Аналізуючи ситуацію, команда розуміла, що в першу чергу потрібно було вирішувати проблеми, які вже були наявні в кожному секторі. Наприклад, в Україні створюють масштабні події — ГогольFest, кінофестиваль «Відкрита ніч», фестиваль актуальної анімації Linoleum, які стали відомими за межами країни. Для того, щоб вони продовжували отримувати визнання, потрібно розробляти іноземну промоцію та комунікацію. При цьому, важливо підтримувати участь українців у знакових подіях за кордоном, тому Український культурний фонд надає в таких випадках кошти на логістичні витрати: транспорт, проживання тощо.
У 2019 році  було втілено 432 проєкти. Це була підтримка як великих фестивалів, типу BookForum у Львові та Одеського міжнародного кінофестивалю, так і промоція українського кінопродукту в селищах Миколаївської області, де немає кінотеатру і можливості дивитися вітчизняні фільми. Підтримали кінотеатр на колесах з презентацією за участю українських акторів, продюсерів та режисерів.
Вже з 2021 року УКФ буде розробляти нову 7-річну стратегію. На основі опитування споживачів культурного контенту, фонд буде створювати нові цілі та плани на формування якісного культурного простору в країні.

## Законодавчі повноваження
23 березня 2017 року Верховною Радою України прийнято Закон України «Про Український культурний фонд», який вичерпно регламентує широкий спектр його повноважень.
Положення про Український культурний фонд затверджено наказом Міністерства Культури від 01.03.2018 № 174.

### Місія
Культивувати та популяризувати культуру в Україні, яка породжуватиме та розповсюджуватиме в суспільстві спільні для народу цінності. Зберегти культурну спадщину та розвинути українську культуру в контексті актуальних світових тенденцій.

### Сектори підтримки з боку Українського культурного фонду
- Аудіовізуальне мистецтво (кіно, телебачення, відео-арт, диджитал-арт, нові медіа, відеоігри, віджеїнг);
- Культурні та креативні індустрії (фестивалі та заходи, культурні й креативні простори, креативне підприємництво, інновації);
- Перформативне та сценічне мистецтво (театр, балет, танець, цирк, музичні вистави (мюзикл, опера), перформанс, геппенінг);
- Візуальне мистецтво (живопис, графіка, мозаїка, естамп, інсталяція, плакат, літографія, муралізм, стріт-арт, ленд-арт, скульптура, фотографія, паблік-арт);
- Культурна спадщина (бібліотеки, музейна справа, архіви, ремесла, матеріальна та нематеріальна культурна спадщина)
- Література та видавнича справи (книги, періодика, журнали, друковані ЗМІ, літературні фестивалі)
- Аудіальне мистецтво (жива/відтворена музика, саунд-арт, радіо)[7]

## Керівництво

### Голова фонду
Фонд очолює на громадських засадах голова, що згідно з чинним законодавством, мусить бути фахівцем у сфері культури, мати бездоганну ділову репутацію, високий суспільний авторитет, вільно володіти державною мовою, володіти іноземною мовою — однією з офіційних мов Ради Європи.
Він призначається Міністром культури, після його офіційного обрання членами Наглядової ради фонду.
Першою головою Українського культурного фонду 19 січня 2018 року призначена Марина Порошенко, кандидат медичних наук, дружина п'ятого Президента України Петра Порошенка. У 2007 році вона закінчила з відзнакою Національну академію керівних кадрів культури і мистецтв за спеціальністю «Образотворче та декоративно-прикладне мистецтво» і здобула кваліфікацію «мистецтвознавець-експерт». Призначення Марини Порошенко стало предметом журналістського розслідування Радіо Свобода «Схеми».
16 грудня 2019 року М. Порошенко написала заяву про звільнення з посади голови УКФ. .
З 1 лютого по 9 квітня 2021 року на посаді голови УКФ працював Михайло Захаревич, генеральний директор і художній керівник театру ім. Франка.
14 квітня 2021 року Головою фонду призначена Лариса Мудрак. 7 червня Мудрак, пропрацювавши на цій посаді менш як два місяці, подала у відставку через, як вона пояснила, «кризу у Фонді, яка розпочалася задовго до її приходу». Мудрак повідомила про конфлікт із Наглядової радою Фонду і заявила, що вимагає її «перезавантаженя шляхом самовідведення».
6 березня 2024 року Наказом т.в.о. Міністра культури та інформаційної політики України Ростислава Карадєєва, відповідно до Закону України «Про Український культурний фонд», новим Головою УКФ (Головою Наглядової ради УКФ) призначено Наталію Кривду. Наталія Кривда має ступінь докторки філософських наук, спеціалізується на темах історії культури, історії міфології, проблемах ідентичності та культурної пам'яті. Обіймає посаду академічної директорки МВА-програми Единбурзької бізнес-школи. Як волонтерка з 2014 працює головним експертом групи «Культура» Реанімаційного пакету реформ. Раніше брала участь у роботі УКФ як експертка та оцінювала проєкти в різних програмах та секторах Фонду.  

### Наглядова рада УКФ
Це орган управління Фондом, який вирішує головні питання його діяльності.
Склад наглядової ради формується з: 
- двох осіб, визначених Президентом України,
- двох осіб, визначених Міністерством культури та інформаційної політики України (далі - МКІП)●
- двох осіб - представників закладів культури,
- двох осіб - представників громадських об’єднань (далі - ГО)
- Голови Фонду, що призначається окремо.

### Виконавчий директор
Безпосереднє організаційно-фінансове керівництво фондом, згідно з законодавством, здійснює виконавчий директор, який обирається Наглядовою Радою фонду на відкритих конкурсних засадах, після чого він підписує трудовий контракт з Міністерством культури України.
7 лютого 2018 року, в результаті проведеного відкритого конкурсу та голосування членів Наглядової ради фонду, його Виконавчим директором обрано Юлію Федів. До цього часу Юлія Федів працювала Керівником Національного бюро програми Європейської комісії «Креативна Європа» в Україні. 8 лютого 2018 року Міністерство культури уклало з нею трирічний контракт щодо виконання відповідальних державних службових обов'язків по керівництву фондом.
27 квітня 2021 року виконавчим директором фонду обраний Берковський Владислав Георгійович.
11 вересня 2024 року за результатами прозорого та публічного конкурсного добору на посаду Виконавчого директора Українського культурного фонду перемогу здобула Анастасія Образцова. До призначення на посаду, яке відбулося 12 листопада 2024 року, Анастасія Образцова — директорка Українського центру культурних досліджень, ексочільниця Директорату креативних індустрій Міністерства культури та стратегічних комунікацій України. Також є чинною кураторкою міжнародного форуму «Креативна Україна» — найбільшої щорічної у Східній Європі платформи для обговорення державних політик у сфері культури та креативних індустрій. 

## Проєкти
Упродовж 2018-2020 років 859 грантоотримувачів реалізували свої проєкти за підтримки УКФ. З них 18 - тричі. 
|                       | Сектори                             | 2018  | 2019  | 2020   | 2021   | 2022               |
| --------------------- | ----------------------------------- | ----- | ----- | ------ | ------ | ------------------ |
| Подано заявок         | Подано заявок                       | 716   | 2059  | 2592   | 3739   | 3384               |
| З них реалізовано     | З них реалізовано                   | 298   | 432   | 278    | 542    | не реалізовувались |
| Сектори               | Аудіовізуальне мистецтво            | 77    | 147   | 47     | 165    |                    |
| Сектори               | Культурна спадщина                  | 62    | 66    | 58     | 49     |                    |
| Сектори               | Перформативне (сценічне) мистецтво  | 42    | 50    | 31     | 60     |                    |
| Сектори               | Культурні та креативні індустрії    | 42    | 63    | 57     | 155    |                    |
| Сектори               | Література і видавнича справа       | 30    | 46    | 22     | 28     |                    |
| Сектори               | Візуальне мистецтво                 | 20    | 30    | 26     | 38     |                    |
| Сектори               | Аудіальне мистецтво                 | 17    | 22    | 25     | 30     |                    |
| Сектори               | Дизайн і мода                       | 8     | 8     | 12     | 17     |                    |
| Фінансування, млн грн | Спрямовано на фінансування проєктів | 139,4 | 497,9 | 248,69 | 503,94 |                    |
| Фінансування, млн грн | Загальний бюджет                    | 153,7 | 572,1 | 907,1  |        |                    |

## Скандали

### Конфлікт зі спілкою концертної індустрії
Наприкінці головування Юлії Федів на фонд почався системний тиск, одним із найяскравіших епізодів якого стала кампанія членів партії «Голос» проти нібито порушень під час підтримки ґрантових проєктів.
Один із засновників спілки — спонсор партії партієць «Голосу» Максим Шульженко звинуватив УКФ у непідтримці концертної індустрії і нібито порушеннях. Незабаром його однопартієць, депутат Ярослав Железняк написав заяву в НАБУ щодо неправомірної витрати коштів фондом (не дочекавшись офіційної відповіді УКФ). Втім, незабаром відбулася зустріч депутата й керівників фонду, на якій вони досягли порозуміння, а депутат відкликав заяву, визнавши, що одна з основних проблем полягала в недосконалості законодавства.
У той же час, цей інцидент трапився безпосередньо перед виборами нового/ї директора/ки УКФ. Попри те, що Юлія Федів мала намір подаватися на другий термін, після цієї події вона в останній момент відмовилася від переобрання. У результаті жоден кандидат/ка не виявив/ла достатньої компетентності й не набрав/ла достатньої кількості балів для обрання. Обрати директора УКФ вийшло лише з другого разу.

### Скандал із наглядовою радою УКФ
У травні 2021 наглядова рада вперше в історії втрутилася в процес конкурсного відбору та ухвалила рішення не підтримувати значну частину проєктів програм, і натомість профінансувати проєкти, що за рішенням експертних рад мають меншу кількість балів і займають нижчі місця в рейтингу. З цього приводу низка культурних інституцій, зокрема Довженко-Центр, Мистецький арсенал, звернулися до президента В. Зеленського, Кабінету міністрів та Міністерства культури з проханням втрутитися в конфлікт із Українським Культурним Фондом і розпустити його Наглядову раду.

## Законодавчі акти
- Закон України «Про Український культурний фонд» на сайті Верховної Ради України [Архівовано 7 лютого 2018 у Wayback Machine.]